# Arrest Onbehoorlijk gedrag
Het arrest Onbehoorlijk gedrag (HR 2 april 1985, NJ 1985/796) is een arrest van de Nederlandse Hoge Raad dat betrekking heeft op het legaliteitsbeginsel.

## Casus en procesgang
Verdachte wordt op 10 juni 1983 om 7.35 uur aangehouden in de restauratie op perron 1 van station Rotterdam CS. Zij legt aldaar haar geschoeide voeten op een aldaar staande stoel en scheldt een agent en aspirant-agent bij de spoorwegpolitie uit waarbij ze de woorden "Gorilla's, klootzakken, hufters en staatspooiers." gebruikt. Bovendien weigert ze een aanwijzing van iemand van de spoorwegpolitie om de ruimte te verlaten.
Aan verdachte wordt onder meer "onbehoorlijk gedrag" ten laste gelegd. Dit is verboden in artikel 4 aanhef en onder d van het Algemeen Reglement voor het Vervoer op de spoorwegen:

Het is verboden: op enig gedeelte van de stations of in de treinen te vechten, handtastelijkheden te plegen, vuurwerk af te steken, anderen uit te schelden of lastig te vallen dan wel zich op andere wijze onbehoorlijk te gedragen.

## Rechtsvraag
Voor de rechtsleer is met name het tweede aangevoerde cassatiemiddel in het arrest van belang, te weten:

Verdachte voert aan dat de uitdrukking "onbehoorlijk gedrag" uit art. 4 Algemeen Reglement Vervoer te vaag is en derhalve een schending is van het legaliteitsbeginsel, zoals dat is vastgelegd in art. 1 Sr. alsmede in art. 7 van het EVRM en de daaraan verbonden jurisprudentie. Een delictsomschrijving die onvoldoende precies is voldoet niet aan het lex certa-beginsel.

## Hoge Raad
De Hoge Raad oordeelt:

6.3 Anders dan het middel stelt is deze bepaling [art. 4 par 3 aanhef en onder d Algemeen Reglement Vervoer], ook voor wat betreft het verbod zich op de stations en de treinen (...) onbehoorlijk te gedragen, niet onverenigbaar met de in het middel bedoelde bepalingen [art. 1 Sr en art. 7 EVRM]. Daarbij is van belang dat evenbedoelde norm in zoverre is geconcretiseerd dat het gaat om gedrag op de stations en in de treinen, en dat het voorts betreft een norm die, in de bewoordingen van het Europees Hof voor de rechten van de mens in zijn arrest van 26 april 1979, NJ 1980, 146 [Sunday Times/Verenigd Koninkrijk], is "inevitably couched in terms which, ... are vague and whose interpretation and application are questions of practice".

## Relevantie
Het belang van het arrest schuilt in de manier waarop hier het legaliteitsbeginsel wordt toegepast. Volgens dat beginsel kan een gedraging alleen strafbaar zijn wanneer deze voldoet aan een duidelijke delictsomschrijving. Volgens de Hoge Raad is het in bepaalde gevallen onvermijdelijk dat men zich in een delictsomschrijving van enigszins vage termen bedient. In casu werd de term "onbehoorlijk gedrag" gebruikt binnen de context van stations en treinen en kan men dan uit hetgeen gebruikelijk is, afleiden wat onder gegeven omstandigheden als onbehoorlijk gedrag heeft te gelden. Aldus levert het geen schending van het lex certa-beginsel op.